# Зързе
Вижте пояснителната страница за други значения на Зързе.
Зързе (на македонска литературна норма: Зрзе) е село в община Долнени на Северна Македония.

## География
Разположено е в Прилепското поле, северозападно от град Прилеп, в югоизточното подножие на Даутица. Край Зързе е разположен манастирът „Свето Преображение Христово“.

## История
В XIX век Зързе е село в Прилепска каза на Османската империя. „Етнография на вилаетите Адрианопол, Монастир и Салоника“, издадена в Константинопол в 1878 година и отразяваща статистиката на населението от 1873 година Зързе (Zarzé) е посочено като село с 80 домакинства и 340 жители българи.
В 1889 година Стефан Веркович (Топографическо-этнографическій очеркъ Македоніи) отбелязва Зързе като село с 82 къщи.
Според статистиката на Васил Кънчов („Македония. Етнография и статистика“) от 1900 година Зързе е населявано от 400 жители българи християни.
На Етнографската карта на Битолския вилает на Картографския институт в София от 1901 година Зързе е чисто българско село в Прилепската каза на Битолския санджак с 50 къщи.
Цялото село в началото на XX век е сърбоманско. По данни на секретаря на Българската екзархия Димитър Мишев („La Macédoine et sa Population Chrétienne“) в 1905 година в Зързе има 400 българи патриаршисти сърбомани и работи сръбско училище.
По време на Първата световна война Зързе е включено в Костинската община и има 549 жители.
На етническата си карта на Северозападна Македония в 1929 година Афанасий Селишчев отбелязва Зързе като българско село.
През време на българското управление в Македония през Втората световна война в село Зързе на 6 май 1943 година се учредява Читалище „Екзарх Йосиф“ от месните селяни. В селото функционира и народно основно училище с име „Пере Тошев“.
Според преброяването от 2002 година Зързе има 64 жители македонци.

## Личности
Родени в Зързе
- Диме Църцан, убит през месец септември 1905 година от четата на сърбоманския войвода Глигор Соколов.[11]
- Илия Христов Колев, учител и библиотекар в период от 1941 до 1944 година.[12]
- Йордан Николов Стойков, редник в планинска девизия, 2-ри планински пехотен полк, 4-та рота, убит на 29 окт. 1917 на Кала тепе/ с. Чернище, околия Дойранска.[13]
- Живко Христов, прислужник в село Зързе[14]
- Костадин Паунов, учител в период от 1941 до 1944 година.[14]
- Митре Вълканов, убит на 11 март 1903 година[15]
- Петър Константинов, главен инспектор на сръбските училища, сърбомански активист, деец на Сръбската пропаганда в Македония убит от ВМОРО през 1901 година.[16]
- Петър Митев Петров, учител и библиотекар в период от 1941 до 1944 година.[12]
- Стефан Зарев, убит на 11 март 1903 година[15]
- Стефан Шиндилов – Шиндил (? – 1907), прилепски полски войвода от ВМОРО
- Трайко Колев Трайков, кметски наместник в периода от 1941 до 1944 година[12]